# Autodrome Granby
L'Autodrome Granby est une piste de course automobile sur terre battue de ¹⁄₂ mile située dans la ville de Granby en Montérégie. En opération depuis le début des années 1960, la piste est actuellement sanctionnée dirt et les programmes de course ont lieu le vendredi soir de mai à septembre. Quatre classes sont régulières à l'autodrome : les sport compact, les prostock, les sportsman et la classe vedette, les modifiés. Les classes maîtresses de terre battue ont tous été de passage sur le circuit de la rue Cowie dont les World of Outlaws (voitures de sprint et Late Model), la Super DIRTcar Series et la série 358 DIRT Modified.
Marcel Guillemette a été à la barre de l'autodrome Granby de 1961 à 1983. Un groupe d'hommes d'affaires de Saint-Hyacinthe composé de René Pelletier, les frères Serge et Normand St-Sauveur et le champion de terre battue Robert Bob Gatien pris la relève de l'autodrome en 1985 et auront été propriétaires jusqu'à la fin de saison 2007.
La saison 2008 et 2009 aura été gérée par la famille Fontaine du groupe Délimax ainsi que par François et Patrice Houle.
Depuis 2010, toujours propriété de la famille Fontaine, les promoteurs de l'Autodrome Granby sont Dominic Lussier et Jean-François Tessier. Depuis 2013, la relationniste et intervieweuse (contenu web) est Caroline Champigny.